# Novo Selo (miasto Prokuplje)
Novo Selo (cyr. Ново Село) – wieś w Serbii, w okręgu toplickim, w mieście Prokuplje. W 2011 roku liczyła 390 mieszkańców.